# في مزاج للحب
في مزاج للحب هو فيلم دراما صدر في سنة 2000. الفيلم من إخراج وونغ كار واي وكتابة وونغ كار واي. من بطولة ماجي تشيونغ.

## الميزانية والإيرادات
حقق أرباحا تقدر بـ 12854953 دولار.

## وصلات خارجية
- في مزاج للحب على موقع IMDb (الإنجليزية)
- في مزاج للحب على موقع ميتاكريتيك (الإنجليزية)
- في مزاج للحب على موقع الموسوعة البريطانية (الإنجليزية)
- في مزاج للحب على موقع روتن توميتوز (الإنجليزية)
- في مزاج للحب على موقع نتفليكس (الإنجليزية)
- في مزاج للحب على موقع ألو سيني (الفرنسية)
- في مزاج للحب على موقع Turner Classic Movies (الإنجليزية)
- في مزاج للحب على موقع أول موفي (الإنجليزية)
- في مزاج للحب على موقع بوكس أوفيس موجو (الإنجليزية)
- في مزاج للحب على موقع فيلمافينيتي (الإسبانية)
- في مزاج للحب، نقد سينمائي بقلم آية عبد الحكيم.